# Comité d'État pour les associations religieuses de la république d'Azerbaïdjan
Le Comité d'État pour les associations religieuses de la république d'Azerbaïdjan (en azéri : Azərbaycan Respublikası Dini Qurumlarla İş üzrə Dövlət Komitəsi), également connu sous le nom de Comité d’État pour le travail avec les organisations religieuses, est un organisme gouvernemental d'Azerbaïdjan chargé de réglementer les activités des organisations religieuses et d’assurer la liberté de religion dans le pays. Il est présidé par Mubariz Gourbanli depuis 2014,.

## Histoire
Le Comité a été créé le 21 juin 2001 par le décret présidentiel n° 512 conformément à la clause 48 de la Constitution de l'Azerbaïdjan sur les libertés religieuses. Il est chargé de superviser les activités des organisations religieuses dans le pays et de protéger, créer les conditions et garantir les libertés religieuses aux citoyens et aux résidents de l'Azerbaïdjan. Depuis sa création , 425 communautés religieuses ont été enregistrées, dont 408 sont islamiques, 17 non islamiques (9 chrétiennes, 6 juives, 1 Krishna et 1 bahá’íe).

## Structure
Le Comité est dirigé par un président (qui est membre du gouvernement), assisté d'un vice-président et d'un chef de l'administration. Ses principales fonctions sont la création de conditions propices à la pratique de la religion en Azerbaïdjan; le contrôle de la conformité des pratiques religieuses avec la législation sur les libertés religieuses; l'enregistrement des organisations religieuses, en supervisant les modifications à apporter aux chartes de ces organisations; l'assistance aux organisations religieuses sur divers problèmes; instaurer un dialogue interconfessionnel entre ces organisations religieuses; la création d'une base de données d'informations et d'une analyse basée sur les données et statistiques d'organisations religieuses; la participation à des conférences internationales sur les mouvements religieux, des forums; analyse des programmes éducatifs préparés par les écoles religieuses; créer les conditions nécessaires aux pèlerinages religieux dans d'autres pays pour les citoyens de l'Azerbaïdjan et recevoir les autorisations des États où se trouvent les lieux de culte.
Toutes les organisations religieuses doivent s'inscrire auprès du Comité d'État avant d'introduire toute sorte de pratique religieuse dans le pays.